# Rain (Svizzera)
Rain (toponimo tedesco) è un comune svizzero di 2 984 abitanti del Canton Lucerna, nel distretto di Hochdorf.

## Storia
Dal 1798 Rain costituì, assieme a Hildisrieden e Römerswil, il comune di Berghof, che fu soppresso nel 1836; nel 1838 le tre località divennero comuni autonomi.

## Monumenti e luoghi d'interesse
- Chiesa parrocchiale cattolica di San Giacomo Maggiore, eretta nel 1482 e ricostruita nel 1853-1854[3].

## Società

### Evoluzione demografica
L'evoluzione demografica è riportata nella seguente tabella:
Abitanti censiti

## Geografia antropica
Il comune fa parte dell'area metropolitana di Lucerna.

## Economia
L'economia locale si basa prevalentemente sui settori primario e secondario e sul pendolarismo in uscita.